# Кин, Констанс
Констанс Кин (англ. Constance Keene; 9 февраля 1921, Бруклин — 24 декабря 2005, Нью-Йорк) — американская пианистка и педагог.

## Биография
Констанс Кин, никогда не посещая колледжа или консерватории, с 1934 года занималась под руководством пианиста и педагога Абрама Чейзинса. Эти занятия продолжались до 1949 года, когда Чейзинс и Кин поженились; к этому времени Кин уже успела стать в 1943 году победителем Наумбурговского конкурса молодых исполнителей. 
В годы Второй мировой войны ездила с концертами по военным базам армии США; сообщается, в частности, что в одном из армейских лагерей в штате Миссисипи она за три дня дала восемь концертов, аудиторию которых составляли в общей сложности около 65000 военнослужащих. С 1945 гастролировала профессионально в США и в Европе, выступая, в частности, в ансамбле с Иегуди Менухиным и с Бенни Гудменом (исполняя «Рапсодию в голубых тонах» Гершвина).
Среди записей Кин наибольшим признанием пользовались прелюды Сергея Рахманинова, о которых превосходно отзывался Артур Рубинштейн, и все сонаты Иоганна Непомука Гуммеля.
В 1960-е гг. Кин была заместителем Ванды Горовиц, жены дружившего с её мужем Владимира Горовица, возглавлявшей Гарлемскую школу искусств. С 1969 г. до конца жизни она преподавала в Манхэттенской школе музыки, а с 1997 г. входила в состав её совета попечителей.